# Mindoro-Straße
Die Mindoro-Straße (englisch Mindoro Strait) ist eine Meeresstraße im philippinischen Archipel und verbindet das Südchinesische Meer im Nordwesten mit der Sulusee im Südosten. 
Im Südwesten befindet sich die Insel Busuanga, die zu den Calamian-Inseln gehört, im Nordosten Mindoro. 
Für Schiffe größer als die Malaccamax-Klasse, die nicht die Malakka-Straße befahren können, ist die Mindoro-Straße Teil der Route vom Indischen Ozean zum Pazifik.
Im Norden der Straße befindet sich das unter Tauchern berühmte Apo-Riff und der Apo Reef Marine Natural Park. Auf diesem Riff steht ein für die Schifffahrt wichtiger Leuchtturm (Koordinaten: 12° 40′ N, 120° 25′ O).

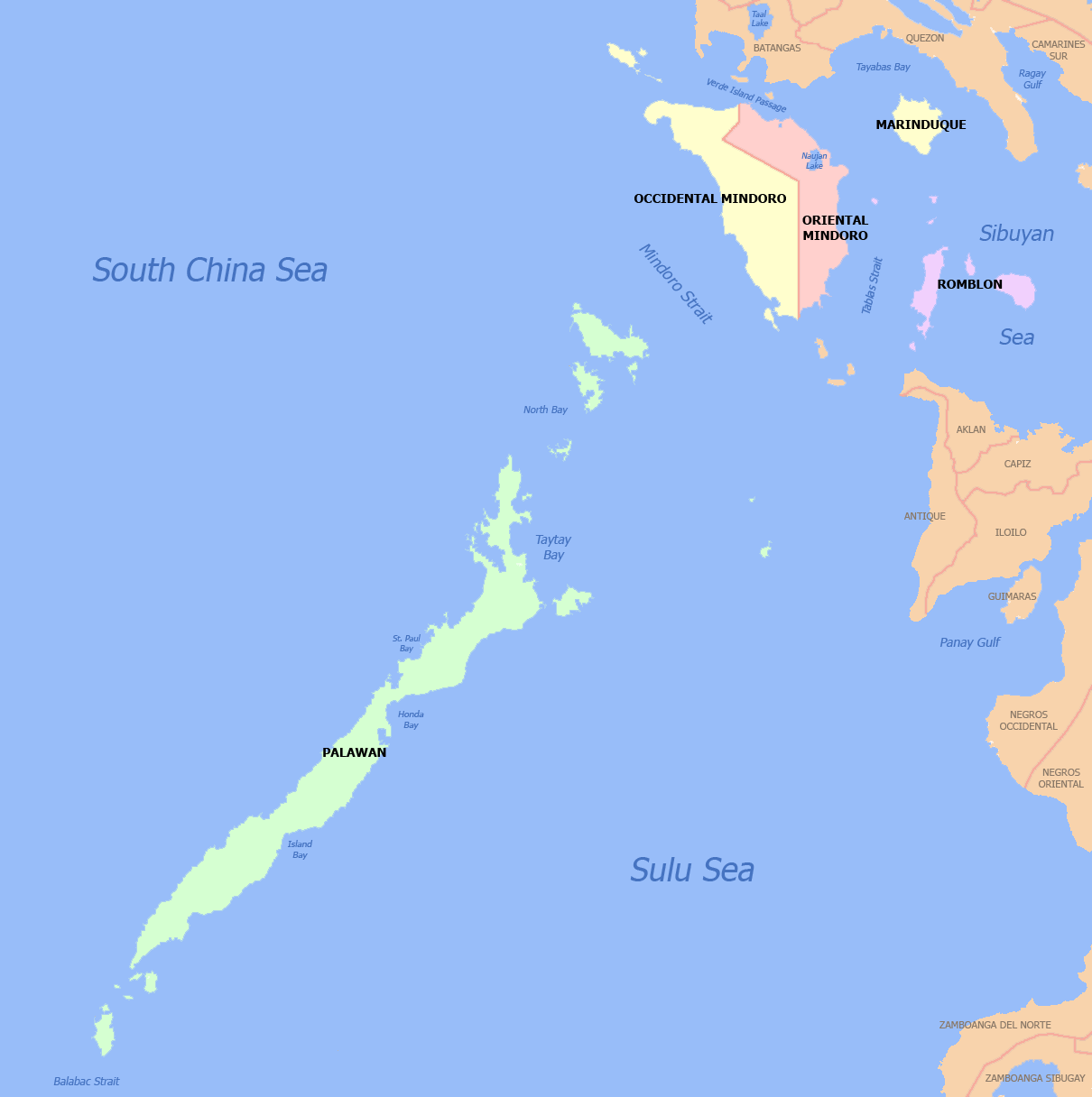
Karte mit der Mindoro-Straße im Norden